# 宝江村 (岐阜県)
宝江村（ほうえむら）は、かつて岐阜県本巣郡に存在した村である。
現在の瑞穂市の南西部（旧穂積町南西部）の宝江と犀川の一部、および安八郡安八町宝江に該当する。
宝江村発足時は大野郡の村であったが、大野郡の分割により本巣郡の村となっている。

## 歴史
- 1872年（明治5年）3月 - 宝江村、宝江村入方、宝江村新入方が合併し、宝江村となる。
- 1889年（明治22年）7月1日 - 町村制により、宝江村が発足。
- 1897年（明治30年）4月1日[1] - 大野郡が分割されて、揖斐郡と本巣郡の一部となる。この地域は本巣郡となる。
- 1897年（明治30年）4月1日 - 古橋村、横屋村、中宮村、呂久村と合併し、鷺田村発足。同日宝江村は廃止。
- 昭和の大合併のさい、旧・宝江村の地区で、鷺田村から分離して穂積町への編入を希望する住民運動が起こる。
- 1954年（昭和29年）9月20日 - 鷺田村、川崎村、船木村が合併して、巣南村になる[2]。その後も住民運動は続けられる。
- 1957年（昭和32年）4月10日 - 宝江地区の住民に対し、穂積町への編入の賛否の住民投票を実施。法定得票数の過半数以上の賛成となる。
- 1957年（昭和32年）7月1日 - 巣南村の旧・宝江村の地区が、穂積町に編入される[2]。
- 2001年（平成13年）6月1日 - 穂積町と安八町で境界変更。穂積町宝江の一部が安八町へ移る（安八町宝江）[2]。